# ヘンリー6世 (イングランド王)
ヘンリー6世（Henry VI, 1421年12月6日 - 1471年5月21日）は、ランカスター朝最後のイングランド王（在位：1422年8月31日 - 1461年5月4日、1470年10月30日 - 1471年4月11日）。フランス王も兼ねた（在位：1422年 - 1453年）。1437年まで摂政が後見。ヘンリー5世とフランス王シャルル6世の娘キャサリン・オブ・ヴァロワの子。
同時代人からは、平時は平和主義で敬虔だが、非常時は自身が直面した苛烈な抗争には不向きな人物として描かれた。彼の精神錯乱と生まれ持った博愛心は、やがて薔薇戦争の開始による自身の没落とランカスター朝の崩壊、ヨーク朝の台頭につながった。
だが非常に横暴な暴君で、特に気に入った女性を見かけると見境なく強姦したために、当時のイングランドでは、ヘンリー6世の到着が知らされると、自分の家の娘をみんな家に帰して、固く扉の鍵を閉めたという記録が残されている。果たして敬虔な平和主義者と言えたかは疑問の余地がある。

## 生涯

### 幼君
ヘンリー6世は1421年12月6日、ヘンリー5世とキャサリン夫妻の唯一の子としてウィンザー城で誕生し、1422年8月31日、生後9か月で父の死によりイングランド王位を、2か月後の10月には母方の祖父であるシャルル6世の死により、1420年のトロワ条約に従ってフランス王位を継いだ。当時20歳の母はシャルル6世の娘として疑惑の目を向けられ、息子の養育に十分な役割を果たすことは許されなかった。
翌1423年9月28日、貴族達はヘンリー6世に忠誠を誓った。彼らは国王の名の下に議会を召集し、ヘンリー6世の成年まで摂政会議（評議会）を置いた。叔父の1人ベッドフォード公ジョンは王国の摂政に任命され、フランスでの戦争継続に当たった。ベッドフォード公の不在中イングランド政府の首班は、護国卿に任じられたもう1人の叔父でベッドフォード公の弟グロスター公ハンフリーであった。
ヘンリー6世の任務は平和の維持と議会の召集に限定された。ウィンチェスター司教ヘンリー・ボーフォート（1426年以降は枢機卿）と弟のエクセター公トマス・ボーフォートはヘンリー6世の大叔父（ヘンリー6世の祖父であるヘンリー4世とボーフォート兄弟はともにジョン・オブ・ゴーントの子であったが、彼らは腹違い）であり、評議会の重要人物であった。1435年のベッドフォード公の死後、グロスター公は摂政の座を要求したが、これは評議会の他のメンバーの反対にあった。
1428年からヘンリー6世の傅役はウォリック伯リチャード・ド・ビーチャムで、彼の父トマスはリチャード2世の統治に反対した貴族勢力の中心人物であった。
ヘンリー6世の異父弟エドマンドとジャスパーは、未亡人となった母が秘書官で事実婚の相手でもあったオウエン・テューダーとの間に儲けた子であり、後にそれぞれリッチモンド伯とペンブルック伯に叙された。エドマンドはマーガレット・ボーフォート（ボーフォート兄弟の大姪でヘンリー6世の又従妹）と結婚、2人の間に生まれた子が後にイングランド王位に就くヘンリー7世であり、ヘンリー6世にとって甥に当たる。
ヘンリー6世は1429年11月6日、8歳の誕生日の1か月前にロンドン・ウェストミンスター大聖堂でイングランド王の戴冠を受けた。そして母方の叔父でヴァロワ朝のシャルル7世が4か月前の7月17日にランス・ノートルダム大聖堂でフランス王戴冠式を挙行したことを受け、1431年12月16日、パリのノートルダム大聖堂でフランス王として戴冠した。

### 親政の開始と対仏政策
ヘンリー5世の死後、1429年5月のオルレアン包囲戦と6月のパテーの戦いにおけるジャンヌ・ダルクの勝利に始まるヴァロワ朝の失地回復の中、イングランドにおける百年戦争継続の機運は失速していた。フランス前線で指揮を執っていたベッドフォード公は何とか劣勢を覆そうと奮闘したが、イングランド領ノルマンディーで現地住民の不満や軍事費が嵩む赤字財政が増大してゲリラで身動きが取れず、同盟者のブルゴーニュ公フィリップ3世（善良公）もイングランドとの協力に消極的でネーデルラントの完全領有しか関心を示さなかった。おまけにグロスター公がネーデルラントを自分の物にしようと1424年に勝手に出兵、善良公と対立してベッドフォード公から軍事行動を停止させられる、善良公がイングランドに愛想を尽かしフランスへ接近していくなど事態はイングランド不利に傾いていった。
1429年から和平の動きが英仏間で見られ、1435年8月に北フランスのアラスでフランス・イングランド・ブルゴーニュの講和会議が開催された。しかし、英仏間で和睦内容に折り合いがつかず交渉は決裂、9月6日にイングランド代表団が引き上げると残ったフランスとブルゴーニュが会議を続け、14日にベッドフォード公が死去、1週間後の21日に善良公とシャルル7世がアラスの和約を締結してブルゴーニュはフランス支持を表明、百年戦争から離脱した。翌1436年4月にパリがフランス側に奪還され、続くフランスの反撃にもイングランドは有効な手を打てず、1441年までにパリを含むイル＝ド＝フランス・シャンパーニュをなすすべも無く失っていった。残る大陸領は北のノルマンディーと南西のアキテーヌ、北東のカレーだけとなっていった。
イングランドでも政界はグロスター公とボーフォート枢機卿の対立が生じ、ボーフォート枢機卿はグロスター公の権力制限を評議会に働きかけて実現、これに怒ったグロスター公は1422年からボーフォート枢機卿の弾劾や彼の派閥解体および自派の勢力拡大を企て、度々枢機卿への讒言やボーフォート派の評議会からの解任を試みた。ベッドフォード公は両者の対立を収拾すべく1425年と1433年の2度に渡りイングランドへ帰国して仲裁したが、1433年以後はボーフォート派の優勢となり、グロスター公は政界の影響力を失った。
母が亡くなった1437年にヘンリー6世は成年となって親政を開始したが、すぐに一握りの寵臣達（お互いに対仏戦争に関する方策で意見が対立している貴族達）に宮廷を好きにさせてしまった。若い国王はフランスとの平和政策を好むようになっており、同様の志向を持つボーフォート枢機卿、サフォーク伯ウィリアム・ド・ラ・ポールの派閥を贔屓にしていた。一方で、戦争の継続を訴えるグロスター公やヨーク公リチャードはないがしろにされ、1440年に和平派が取り計らったオルレアン公シャルルの釈放にグロスター公が反対したが押し切られ、1441年に後妻エレノアが国王呪詛の罪で終身刑に処されたグロスター公は宮廷出仕を禁止され権勢を失い、ヨーク公は1440年にノルマンディー総督に任命され同じく宮廷から遠ざけられ、ボーフォート派が中心の和平派がヘンリー6世の側近として実権を握った。

### マーガレット・オブ・アンジューとの結婚
ボーフォート枢機卿とサフォーク伯はフランスとの平和を求める最善の道は、シャルル7世の王妃マリー・ダンジューの姪にあたるマーガレット・オブ・アンジューとの結婚であると国王に説いた。ヘンリー6世はマーガレットが驚くほど美しいとの報告を受けた時にはとりわけ結婚への同意を示し、1444年にサフォーク伯をシャルル7世のもとに派遣した。シャルル7世はフランス側からは持参金を提供せず、代わりにイングランドからマリーの弟でマーガレットの父ルネ・ダンジューへ、メーヌとアンジューを割譲されるとの条件で結婚に同意していた。これらの条件はトゥール条約で同意されたが、メーヌとアンジューの割譲はイングランド議会には秘密にされた。イングランド臣民から大きく不興を買うことが明らかだったからである。結婚は1445年に行われた。
ヘンリー6世は、メーヌとアンジューの割譲が不評でグロスター・ヨークの両公爵から反対されることが分かっていたため、その実行をためらっていた。だがマーガレットは国王にやり通すように仕向けた。1446年に条約が公になると案の定不評で、民衆の怒りはサフォーク伯に向けられたが、国王と王妃は彼を擁護した。

### サフォークとサマセットの台頭
1447年、国王と王妃は議会の召集に先立ち、グロスター公を反逆の容疑で召喚した。これは、グロスター公の政敵であるサフォーク伯、ボーフォート枢機卿とその甥であるサマセット伯エドムンド・ボーフォートに唆されたものであった。グロスター公はベリー・セント・エドムンズに監禁され、2月に審理の前におそらくは心臓麻痺のためそこで亡くなった。4月にボーフォート枢機卿も亡くなると、宮廷を掌握したサフォーク伯が国王夫妻の信任の下全権を振るっていった。
ヘンリー6世の推定相続人であるヨーク公は宮廷から締め出され、1445年にノルマンディー総督を解任され、1447年にアイルランド総督へ転出された。一方で彼の政敵サフォーク・サマセットの両伯爵は公爵に昇叙された。公爵位は通常、君主の直系の近親のみに与えられるものであった。サマセット公は戦争指導のためヨーク公の後任のノルマンディー総督に任じられフランスへ赴き、サフォーク公は支持者を増やす一方で宮廷の評議会で大貴族などを排除して専制体制に走った結果、ヨーク公や多くの貴族を敵に回すことになった。
ヘンリー6世の統治の後半、法と秩序の崩壊、汚職、王領の寵臣たちへの分配、王室財政の窮乏、フランスでの恒常的な失地といった要因で統治はますます不評になっていた。この不評は1450年1月に、国王の取り巻きの中で最も人気がなく反逆者とみなされていたサフォーク公への、庶民院の反対運動という形で表出した。前年の1449年、フランスでの軍事行動を指揮していたサマセット公は、ヘンリー6世と親しいブルターニュ公フランソワ1世の弟ジルを1445年から監禁していることを口実に、3月にブルターニュの都市フージェールを奪い取ってノルマンディーで再び戦端を開いたが、7月からフランス軍に3方向から攻撃されフージェールを奪回され、11月4日にルーアンを奪われカーンまで押し返された。
軍事的失策と専制への激しい非難にさらされたヘンリー6世はやむなく1450年3月にサフォーク公を追放したが、彼を乗せた船は英仏海峡で待ち伏せされ、5月に暗殺された。サフォーク公の遺体は、ドーバーの浜辺で発見された。ノルマンディー方面も危機を迎え、3月に戦況打開を図りトーマス・キリエル率いる援軍をノルマンディーへ送ったが、4月15日にアルテュール・ド・リッシュモン大元帥（フランソワ1世とジルの叔父）が率いるフランス軍がイングランド軍をフォルミニーの戦いで破りキリエルを捕縛した。フランス軍は勢いに乗り7月1日にカーンを占領、8月12日にシェルブールも奪取してノルマンディーを完全制圧、ヘンリー5世が苦労の末勝ち取った全ての州を奪還した。往々にして報酬を支払われることがなかった帰還兵たちは、イングランド南部諸郡における無法状態を助長した。

### 反乱と大陸領の喪失
5月、ヨーク公に共感しジョン・モーティマーと称するジャック・ケイドが、サザークのホワイトハート・イン（「ホワイトハート（白い雄鹿）」は王位を逐われたリチャード2世のシンボルであった）を本拠として、ケントの反乱を率いた。反乱軍は政府批判とヨーク公の宮廷登用など体制刷新の意見を携え、ロンドン近郊のブラックヒースまで接近、ヘンリー6世は反乱を鎮めるため軍を率いてロンドンに向かったが、彼は軍の半分がセブンオークへ撤退したケイドに対峙している間、残りの半分を待機させておくよう説得されたため、軍を2分する過ちを犯した。ケイドは半数の国王軍に勝利し、ロンドンを占領するため進軍し6月に入城した。ヘンリー6世は敗報を受けてウォリックシャーへ逃亡、反乱軍はロンドンで略奪を働いた末に国王派の説得を受けて解散した（7月にケイドはサセックスで戦死）。結局反乱は何の成果もなく、数日間の無秩序の後、ロンドンは再び王軍の手に帰したが、この反乱は不満が高まっていることを示すものだった。
9月にヨーク公がアイルランドから帰国して政治改革を主張し始め、ヘンリー6世や側近集団は動揺した。ヨーク公は王に危害を加えず側近の処罰や恣意的政治の撤回を求め、議会も彼の運動を支持したが、ヘンリー6世とサマセット公（サフォーク公に代わり側近となっていた）は要求を拒絶、翌1451年5月に議会を解散してサマセット公が国王と王妃の支持を得て専制政治を継続した。しかしヨーク公はこれで諦めた訳ではなく、地方の紛争に介入して支持者を増やす作戦に切り替え、以後も宮廷への挑戦を試みていった。
1452年1月、ヨーク公はヘンリー6世へ不満事項と宮廷一派への要求を記したリスト（サマセット公の逮捕も含むものであった）を示し、1450年と同様の趣旨を書いた意見書を提出し2月にシュロップシャーのラドロー城で挙兵、ヘンリー6世ら宮廷派も直ちにロンドンの防備を固め出陣した。ヨーク公の主張は広く受け入れられており、ロンドンの南部で両軍は膠着した。ヘンリー6世は初めヨーク公の要求に同意したものの、マーガレットがサマセット公の逮捕を阻止すべく干渉した結果、3月に両者は和睦したがこれは形ばかりであり、実際は軍隊を解散しヘンリー6世に挙兵をしないことを誓わされたヨーク公が劣勢を強いられ、サマセット公は変わらず国王の下で専制を続けられた。こうして1453年までにサマセット公の影響力は回復し、ヨーク公は再び孤立、宮廷派は王妃懐妊が公表された事で結束力も増した。
だが、イングランドで政争が繰り広げられている間、フランスでのイングランド敗退は止まらず、1451年6月にアキテーヌの都市ボルドーがフランス軍に奪取され、ヘンリー2世の時代からイングランドの占領下にあったアキテーヌ公領がフランス側の手に陥ちた。1452年10月、サマセット公が挽回を期して派遣したシュルーズベリー伯ジョン・タルボット率いるイングランド軍はアキテーヌに進攻してボルドーを奪還し、いくらかの軍事的成功を収めたが、1453年7月17日のカスティヨンの戦いで敗北してシュルーズベリー伯は戦死、ボルドーは10月19日に再び奪われ、大陸におけるイングランドの拠点はカレーを残すのみとなっていた。この時点で百年戦争の事実上の終結とされている。
大陸領を最悪の形で喪失したことはサマセット公の評判を著しく下降させたばかりか、後ろ盾であったヘンリー6世の精神錯乱をもたらし政権基盤も弱体化、ヨーク公の逆襲が開始され内乱を招く元となった。そして、それは薔薇戦争の勃発とランカスター朝の滅亡という取り返しのつかない結末へと向かうことになる。

### 精神錯乱とヨーク公の台頭
8月にカスティヨンの敗報を受け、ヘンリー6世は精神疾患に陥り、自身の周りで起こっている事を全く認識出来なくなってしまった。これはその後1年間続き、エドワードと名づけられた息子の誕生（10月13日）にも反応出来なかった。ヘンリー6世のこの病は、おそらく母方の祖父で、その死の前の30年間にわたって断続的に精神錯乱を起こしたシャルル6世から遺伝していたと考えられる。ヘンリー6世が統治不能に陥るとサマセット公の独裁を恐れる評議会は直ちにヨーク公へ助力を要請、承諾したヨーク公は評議会入りして政権へ参加、政敵サマセット公を11月にロンドン塔へ投獄して自身が政権を握る一歩を踏み出した。
ヨーク公は下野していた間、ネヴィル父子（ソールズベリー伯リチャード・ネヴィル、ウォリック伯リチャード・ネヴィル）という重要な同盟者を得ていた。ウォリック伯はもっとも影響力をもった大諸侯の1人であり、おそらくヨーク公自身よりも豊かであった。王妃は息子の王位継承権を守るため摂政就任を評議会に要求したが却下され、ヨーク公が1454年3月に護国卿として摂政の座に指名された。ヨーク公の支持者たちが「王子エドワードの父親は実はサマセット公だ」との噂を流している間、王妃は完全に排除され、サマセット公はロンドン塔に監禁され続けた。その他ヨーク公の摂政としての任期は、政府の支出超過問題の解決と、ソールズベリー伯ら支持者の官職任命に費やされた。

### 薔薇戦争
だが、1454年のクリスマスにヘンリー6世が正気を取り戻すと事態は再びヨーク派不利に傾いた。ヘンリー6世がサマセット公を釈放させるとヨーク派に対する反動が巻き起こり、翌1455年1月にヨーク公の護国卿解任を始めヨーク派が官職を追われ、復帰したサマセット公が権力を振りかざしヨーク派の政策が否定される従来の路線に逆戻りした。3月にヨーク公・ソールズベリー伯らは自領へ引き上げたが、ヘンリー6世はヨーク派を反逆罪に問うことを決意、危機感を抱いたヨーク派は軍勢を集め、ヘンリー6世・サマセット公らランカスター派も対抗して軍を増強、もはや内乱は避けられなかった。
ヘンリー6世の治世下で実力を増していた不平貴族達（最重要人物はネヴィル父子であった）は、ヘンリー6世と対立するヨーク公の要求（始めは摂政位、後に王位自体に対する要求）を支持することで積極的に事態に関与した。これら諸侯の思惑が交錯する中で5月に薔薇戦争は勃発した。
初戦の5月22日の第一次セント・オールバンズの戦いでランカスター派は大敗、ヘンリー6世は捕らえられ、サマセット公とノーサンバランド伯ヘンリー・パーシーは戦死した。ヨーク公はまだヘンリー6世支持を表明していたため、戦後ヘンリー6世はヨーク派にロンドンへ連れ戻され、11月にヨーク公が護国卿に再任されヨーク派政権が再度成立したが、王妃マーガレットがサマセット公に代わり宮廷を支配してヨーク公と対立、次の内乱に向けて両者は戦支度を整えていった。
1455年から1459年の4年間は戦争がなかったが、それは両者の妥協による不安定な政権運営で成り立っていたからだった。ヨーク公は1456年2月に護国卿を辞任したが、ヘンリー6世はヨーク派の官職を留任させ評議会出席も許すなど宥和に当たった。マーガレットはそうした中で宮廷をコヴェントリーへ移動、密かに支持貴族や軍勢をかき集め、ヨーク公も地方へ出向き紛争調停で勢力拡大を図る中、ヘンリー6世は次第に無気力となり信仰に捧げるようになっていった。
1459年、王妃がコヴェントリーへ軍を召集し、身の危険を感じたヨーク派が離脱したことで戦端が開かれた（ブロア・ヒースの戦い）。しばらく一進一退の戦況だったが、1460年7月10日のノーサンプトンの戦いでヘンリー6世はヨーク派に捕らえられロンドンへ送られたが、マーガレットは息子エドワードと共に抵抗を続け、12月30日のウェイクフィールドの戦いでヨーク公・ソールズベリー伯を討ち取った。しかし2人の息子マーチ伯エドワード（後のエドワード4世）とウォリック伯は生き残りランカスター派との戦いを継続した。
この内乱の中でヘンリー6世はしばしばヨーク派に捕らえられた。捕らわれの身の間にまたも彼の精神状態は悪化し、ヨーク派に捕らわれていた間の1461年2月の第二次セント・オールバンズの戦いでは戦闘の最中に笑い出したり歌ったりの錯乱の発作に襲われていた。この戦いに勝利したマーガレットによりヘンリー6世は救出されたが、先立つモーティマーズ・クロスの戦いでランカスター派を破ったマーチ伯がロンドンへ入城、首都確保に失敗したランカスター派は北へ撤退した。結局マーチ伯が3月4日にエドワード4世としてイングランド王に即位し、ヘンリー6世は実質的に退位させられた。
エドワード4世は続くタウトンの戦いでスコットランドに逃げた前国王夫妻を取り逃がしたものの、王位を固めることはできた。エドワード4世治世の当初のランカスター派は、マーガレットといまだ彼女に忠誠を誓う貴族たちによる指導体制でイングランド北部とウェールズで抵抗運動を続けていたが、1464年のヘクサムの戦いでランカスター派は抵抗を潰され、翌1465年にヘンリー6世はランカシャーのクリザーローで捕えられ、ロンドン塔へ送られて監禁されてしまった。

### 王位への復帰
その頃、マーガレットは逃亡先のスコットランドも追われ、フランスに逃亡せざるを得ない状況であった。フランスでの数年間は貧困生活が待っていたが、マーガレットは夫と息子のために王位を奪還することを誓っていた。彼女自身でなせることはほとんどなかったが、やがてエドワード4世は1469年から主要な支援者であるウォリック伯と弟のクラレンス公ジョージと相次いで仲違いした。フランス王ルイ11世の後押しで、1470年4月にフランスへ亡命した彼らはマーガレットと秘密同盟を結んだ。
ウォリック伯は自分の末娘アンを7月にヘンリー6世とマーガレットの息子エドワード皇太子と結婚させた後、9月にクラレンス公と共にイングランドに戻り、エドワード4世をブルゴーニュへ追い落とした後の1470年10月30日、ヘンリー6世を復位させた。しかし潜伏とそれに続く5年の幽閉の日々は彼の健康を蝕んでおり、何も認識出来ない無気力状態は更に悪化、キングメーカーとして権力を握ったウォリック伯とクラレンス公がヘンリー6世の名の下で事実上の統治を行った。政権基盤も弱く、エドワード4世の王位を狙っていたクラレンス公は当てが外れて不満を抱き、味方貴族への恩賞も与えられず、マーガレット・エドワード皇太子らランカスター派も一向にイングランドへ来ないなど危うい要素が沢山あった。
ヘンリー6世の復位期間は6か月も続かなかった。間もなくウォリック伯はブルゴーニュに宣戦を布告し、ブルゴーニュ公シャルル（軽率公）はエドワード4世に王位奪還に必要な軍事的支援を与えることで応じた。エドワード4世は1471年3月にイングランドへ上陸、4月3日にクラレンス公を寝返らせると、11日にロンドンへ入城してヘンリー6世を捕らえ復位を果たした。ランカスター政権が瓦解した後、その支持勢力はヨーク派に各個撃破され、14日のバーネットの戦いでウォリック伯はエドワード4世に敗れ戦死、続いてイングランドへ到着したマーガレットらランカスター派は5月4日のテュークスベリーの戦いでヨーク派と衝突、ヨーク派は決定的な勝利を収め、エドワード皇太子は殺された。他のランカスター派の蜂起も鎮圧され、マーガレットは数年間捕虜となった後にフランスへ送られ、ランカスター派は崩壊しヨーク派の支配が確立された。

### 最期
ヘンリー6世はロンドン塔に幽閉され、1471年5月21日あるいは22日に49歳で亡くなった。
エドワード4世寄りの公的年代記「Arrival」によると、テュークスベリーの戦いとエドワード皇太子の死の知らせを聞き、鬱病になって死んだとされるが、エドワード4世が暗殺を命じたのではないかと広く疑われている。1世紀以上の後、シェイクスピアの史劇「リチャード三世」は、エドワード4世の弟グロスター公リチャード（後のリチャード3世）を下手人として描いている。ヘンリー6世はチェルトシー寺院に埋葬された後、1485年にウィンザー城のセント・ジョージチャペルに移された。1911年にヘンリー6世の遺体が掘り起こされ、鑑定の結果頭蓋骨に強打で陥没した跡が見つかり、自然死でない点が示唆されている。

## 遺産
後世まで残るヘンリー6世の業績は、教育の発展である。彼はイートン校とケンブリッジ大学キングス・カレッジを設立した。父が始めた建築への支援を引き継ぎ、イートン・カレッジ礼拝堂やキングス・カレッジ礼拝堂や彼の支援になる他の建築物の大半（ヘンリー5世が着工し、ヘンリー6世が完成させたシオン寺院など）は、単一の後期ゴシックあるいは垂直様式の教会に修道院と（あるいは）教育機関としての基盤が付与されたものであった。
毎年ヘンリー6世の命日には、イートン校とキングス・カレッジの総長が、白百合と薔薇そして花を象った両校の紋章をロンドン塔のウェイクフィールド・タワーにあるヘンリー6世が祈祷中に殺害されたとされる現場に手向けている。

## 系図
|                                      |                                      |                                      |                                      |                                      |                                      |  |  |            |            |            |            |            |            |  |  |                                |                                |                                |                                |                                |                                |  |  |                      |                      |                      |                      |                      |                      |  |  |              |            |            |            |            |            |  |  |  |  |  |  |  |  |  |  |  |  |  |  |  |  |  |  |  |  |  |  |  |  |  |  |
| （プランタジネット朝） エドワード3世 |                                      |                                      |                                      |                                      |                                      |  |  |            |            |            |            |            |            |  |  |                                |                                |                                |                                |                                |                                |  |  |                      |                      |                      |                      |                      |                      |  |  |              |            |            |            |            |            |  |  |  |  |  |  |  |  |  |  |  |  |  |  |  |  |  |  |  |  |  |  |  |  |  |  |
|                                      |                                      |                                      |                                      |                                      |                                      |  |  |            |            |            |            |            |            |  |  |                                |                                |                                |                                |                                |                                |  |  |                      |                      |                      |                      |                      |                      |  |  |              |            |            |            |            |            |  |  |  |  |  |  |  |  |  |  |  |  |  |  |  |  |  |  |  |  |  |  |  |  |  |  |
|                                      |                                      |                                      |                                      |                                      |                                      |  |  |            |            |            |            |            |            |  |  |                                |                                |                                |                                |                                |                                |  |  |                      |                      |                      |                      |                      |                      |  |  |              |            |            |            |            |            |  |  |  |  |  |  |  |  |  |  |  |  |  |  |  |  |  |  |  |  |  |  |  |  |  |  |
| エドワード黒太子                     | エドワード黒太子                     | エドワード黒太子                     | エドワード黒太子                     | エドワード黒太子                     | エドワード黒太子                     |  |  | ライオネル | ライオネル | ライオネル | ライオネル | ライオネル | ライオネル |  |  | ジョン                         | ジョン                         | ジョン                         | ジョン                         | ジョン                         | ジョン                         |  |  |                      |                      |                      |                      |                      |                      |  |  | エドマンド   | エドマンド | エドマンド | エドマンド | エドマンド | エドマンド |  |  |  |  |  |  |  |  |  |  |  |  |  |  |  |  |  |  |  |  |  |  |  |  |  |  |
| エドワード黒太子                     | エドワード黒太子                     | エドワード黒太子                     | エドワード黒太子                     | エドワード黒太子                     | エドワード黒太子                     |  |  | ライオネル | ライオネル | ライオネル | ライオネル | ライオネル | ライオネル |  |  | ジョン                         | ジョン                         | ジョン                         | ジョン                         | ジョン                         | ジョン                         |  |  |                      |                      |                      |                      |                      |                      |  |  | エドマンド   | エドマンド | エドマンド | エドマンド | エドマンド | エドマンド |  |  |  |  |  |  |  |  |  |  |  |  |  |  |  |  |  |  |  |  |  |  |  |  |  |  |
|                                      |                                      |                                      |                                      |                                      |                                      |  |  |            |            |            |            |            |            |  |  |                                |                                |                                |                                |                                |                                |  |  |                      |                      |                      |                      |                      |                      |  |  |              |            |            |            |            |            |  |  |  |  |  |  |  |  |  |  |  |  |  |  |  |  |  |  |  |  |  |  |  |  |  |  |
| （プランタジネット朝） リチャード2世 | （プランタジネット朝） リチャード2世 | （プランタジネット朝） リチャード2世 | （プランタジネット朝） リチャード2世 | （プランタジネット朝） リチャード2世 | （プランタジネット朝） リチャード2世 |  |  |            |            |            |            |            |            |  |  | （ランカスター朝） ヘンリー4世 | （ランカスター朝） ヘンリー4世 | （ランカスター朝） ヘンリー4世 | （ランカスター朝） ヘンリー4世 | （ランカスター朝） ヘンリー4世 | （ランカスター朝） ヘンリー4世 |  |  | ジョン・ボーフォート | ジョン・ボーフォート | ジョン・ボーフォート | ジョン・ボーフォート | ジョン・ボーフォート | ジョン・ボーフォート |  |  |              |            |            |            |            |            |  |  |  |  |  |  |  |  |  |  |  |  |  |  |  |  |  |  |  |  |  |  |  |  |  |  |
| （プランタジネット朝） リチャード2世 | （プランタジネット朝） リチャード2世 | （プランタジネット朝） リチャード2世 | （プランタジネット朝） リチャード2世 | （プランタジネット朝） リチャード2世 | （プランタジネット朝） リチャード2世 |  |  |            |            |            |            |            |            |  |  | （ランカスター朝） ヘンリー4世 | （ランカスター朝） ヘンリー4世 | （ランカスター朝） ヘンリー4世 | （ランカスター朝） ヘンリー4世 | （ランカスター朝） ヘンリー4世 | （ランカスター朝） ヘンリー4世 |  |  | ジョン・ボーフォート | ジョン・ボーフォート | ジョン・ボーフォート | ジョン・ボーフォート | ジョン・ボーフォート | ジョン・ボーフォート |  |  |              |            |            |            |            |            |  |  |  |  |  |  |  |  |  |  |  |  |  |  |  |  |  |  |  |  |  |  |  |  |  |  |
|                                      |                                      |                                      |                                      |                                      |                                      |  |  |            |            |            |            |            |            |  |  |                                |                                |                                |                                |                                |                                |  |  |                      |                      |                      |                      |                      |                      |  |  |              |            |            |            |            |            |  |  |  |  |  |  |  |  |  |  |  |  |  |  |  |  |  |  |  |  |  |  |  |  |  |  |
|                                      |                                      |                                      |                                      |                                      |                                      |  |  |            |            |            |            |            |            |  |  | ヘンリー5世                    |                                |                                |                                |                                |                                |  |  |                      |                      |                      |                      |                      |                      |  |  |              |            |            |            |            |            |  |  |  |  |  |  |  |  |  |  |  |  |  |  |  |  |  |  |  |  |  |  |  |  |  |  |
|                                      |                                      |                                      |                                      |                                      |                                      |  |  |            |            |            |            |            |            |  |  |                                |                                |                                |                                |                                |                                |  |  |                      |                      |                      |                      |                      |                      |  |  | （ヨーク朝） |            |            |            |            |            |  |  |  |  |  |  |  |  |  |  |  |  |  |  |  |  |  |  |  |  |  |  |  |  |  |  |
|                                      |                                      |                                      |                                      |                                      |                                      |  |  |            |            |            |            |            |            |  |  | ヘンリー6世                    |                                |                                |                                |                                |                                |  |  |                      |                      |                      |                      |                      |                      |  |  |              |            |            |            |            |            |  |  |  |  |  |  |  |  |  |  |  |  |  |  |  |  |  |  |  |  |  |  |  |  |  |  |
|                                      |                                      |                                      |                                      |                                      |                                      |  |  |            |            |            |            |            |            |  |  |                                |                                |                                |                                |                                |                                |  |  | （テューダー朝）     |                      |                      |                      |                      |                      |  |  |              |            |            |            |            |            |  |  |  |  |  |  |  |  |  |  |  |  |  |  |  |  |  |  |  |  |  |  |  |  |  |  |

| （ヴァロワ朝） シャルル6世 | （ヴァロワ朝） シャルル6世 | （ヴァロワ朝） シャルル6世 | （ヴァロワ朝） シャルル6世 | （ヴァロワ朝） シャルル6世 | （ヴァロワ朝） シャルル6世 |          |          |          |          |        |        |        |        |          |          |          |          |          |          |  |  |                                      |                                      |                                      |                                      |                                      |                                      |            |            |            |            |             |             |             |             |                                |                                |                                |                                |                                |                                | （ヴァロワ＝アンジュー家） | （ヴァロワ＝アンジュー家） | （ヴァロワ＝アンジュー家） | （ヴァロワ＝アンジュー家） | （ヴァロワ＝アンジュー家） | （ヴァロワ＝アンジュー家） |  |  |  |  |  |  |  |  |  |  |  |  |  |  |
| （ヴァロワ朝） シャルル6世 | （ヴァロワ朝） シャルル6世 | （ヴァロワ朝） シャルル6世 | （ヴァロワ朝） シャルル6世 | （ヴァロワ朝） シャルル6世 | （ヴァロワ朝） シャルル6世 |          |          |          |          |        |        |        |        |          |          |          |          |          |          |  |  |                                      |                                      |                                      |                                      |                                      |                                      |            |            |            |            |             |             |             |             |                                |                                |                                |                                |                                |                                | （ヴァロワ＝アンジュー家） | （ヴァロワ＝アンジュー家） | （ヴァロワ＝アンジュー家） | （ヴァロワ＝アンジュー家） | （ヴァロワ＝アンジュー家） | （ヴァロワ＝アンジュー家） |  |  |  |  |  |  |  |  |  |  |  |  |  |  |
|                            |                            |                            |                            |                            |                            |          |          |          |          |        |        |        |        |          |          |          |          |          |          |  |  |                                      |                                      |                                      |                                      |                                      |                                      |            |            |            |            |             |             |             |             |                                |                                |                                |                                |                                |                                |                            |                            |                            |                            |                            |                            |  |  |  |  |  |  |  |  |  |  |  |  |  |  |
|                            |                            |                            |                            |                            |                            |          |          |          |          |        |        |        |        |          |          |          |          |          |          |  |  |                                      |                                      |                                      |                                      |                                      |                                      |            |            |            |            |             |             |             |             |                                |                                |                                |                                |                                |                                |                            |                            |                            |                            |                            |                            |  |  |  |  |  |  |  |  |  |  |  |  |  |  |
|                            |                            |                            |                            |                            |                            |          |          |          |          |        |        |        |        |          |          |          |          |          |          |  |  |                                      |                                      |                                      |                                      |                                      |                                      |            |            |            |            |             |             |             |             |                                |                                |                                |                                |                                |                                |                            |                            |                            |                            |                            |                            |  |  |  |  |  |  |  |  |  |  |  |  |  |  |
| シャルル7世                | シャルル7世                | シャルル7世                | シャルル7世                | シャルル7世                | シャルル7世                |          |          | マリー   | マリー   | マリー | マリー | マリー | マリー | イザベラ | イザベラ | イザベラ | イザベラ | イザベラ | イザベラ |  |  | （プランタジネット朝） リチャード2世 | （プランタジネット朝） リチャード2世 | （プランタジネット朝） リチャード2世 | （プランタジネット朝） リチャード2世 | （プランタジネット朝） リチャード2世 | （プランタジネット朝） リチャード2世 | キャサリン | キャサリン | キャサリン | キャサリン | キャサリン  | キャサリン  |             |             | （ランカスター朝） ヘンリー5世 | （ランカスター朝） ヘンリー5世 | （ランカスター朝） ヘンリー5世 | （ランカスター朝） ヘンリー5世 | （ランカスター朝） ヘンリー5世 | （ランカスター朝） ヘンリー5世 | ルネ                       | ルネ                       | ルネ                       | ルネ                       | ルネ                       | ルネ                       |  |  |  |  |  |  |  |  |  |  |  |  |  |  |
| シャルル7世                | シャルル7世                | シャルル7世                | シャルル7世                | シャルル7世                | シャルル7世                |          |          | マリー   | マリー   | マリー | マリー | マリー | マリー | イザベラ | イザベラ | イザベラ | イザベラ | イザベラ | イザベラ |  |  | （プランタジネット朝） リチャード2世 | （プランタジネット朝） リチャード2世 | （プランタジネット朝） リチャード2世 | （プランタジネット朝） リチャード2世 | （プランタジネット朝） リチャード2世 | （プランタジネット朝） リチャード2世 | キャサリン | キャサリン | キャサリン | キャサリン | キャサリン  | キャサリン  |             |             | （ランカスター朝） ヘンリー5世 | （ランカスター朝） ヘンリー5世 | （ランカスター朝） ヘンリー5世 | （ランカスター朝） ヘンリー5世 | （ランカスター朝） ヘンリー5世 | （ランカスター朝） ヘンリー5世 | ルネ                       | ルネ                       | ルネ                       | ルネ                       | ルネ                       | ルネ                       |  |  |  |  |  |  |  |  |  |  |  |  |  |  |
|                            |                            |                            |                            |                            |                            |          |          |          |          |        |        |        |        |          |          |          |          |          |          |  |  |                                      |                                      |                                      |                                      |                                      |                                      |            |            |            |            |             |             |             |             |                                |                                |                                |                                |                                |                                |                            |                            |                            |                            |                            |                            |  |  |  |  |  |  |  |  |  |  |  |  |  |  |
|                            |                            |                            |                            |                            |                            |          |          |          |          |        |        |        |        |          |          |          |          |          |          |  |  |                                      |                                      |                                      |                                      |                                      |                                      |            |            |            |            |             |             |             |             |                                |                                |                                |                                |                                |                                |                            |                            |                            |                            |                            |                            |  |  |  |  |  |  |  |  |  |  |  |  |  |  |
|                            |                            |                            |                            | ルイ11世                   | ルイ11世                   | ルイ11世 | ルイ11世 | ルイ11世 | ルイ11世 |        |        |        |        |          |          |          |          |          |          |  |  |                                      |                                      |                                      |                                      |                                      |                                      |            |            |            |            | ヘンリー6世 | ヘンリー6世 | ヘンリー6世 | ヘンリー6世 | ヘンリー6世                    | ヘンリー6世                    |                                |                                | マーガレット                   | マーガレット                   | マーガレット               | マーガレット               | マーガレット               | マーガレット               |                            |                            |  |  |  |  |  |  |  |  |  |  |  |  |  |  |
|                            |                            |                            |                            | ルイ11世                   | ルイ11世                   | ルイ11世 | ルイ11世 | ルイ11世 | ルイ11世 |        |        |        |        |          |          |          |          |          |          |  |  |                                      |                                      |                                      |                                      |                                      |                                      |            |            |            |            | ヘンリー6世 | ヘンリー6世 | ヘンリー6世 | ヘンリー6世 | ヘンリー6世                    | ヘンリー6世                    |                                |                                | マーガレット                   | マーガレット                   | マーガレット               | マーガレット               | マーガレット               | マーガレット               |                            |                            |  |  |  |  |  |  |  |  |  |  |  |  |  |  |
|                            |                            |                            |                            |                            |                            |          |          |          |          |        |        |        |        |          |          |          |          |          |          |  |  |                                      |                                      |                                      |                                      |                                      |                                      |            |            |            |            |             |             |             |             |                                |                                |                                |                                |                                |                                |                            |                            |                            |                            |                            |                            |  |  |  |  |  |  |  |  |  |  |  |  |  |  |
|                            |                            |                            |                            |                            |                            |          |          |          |          |        |        |        |        |          |          |          |          |          |          |  |  |                                      |                                      |                                      |                                      |                                      |                                      |            |            |            |            |             |             |             |             | エドワード                     |                                |                                |                                |                                |                                |                            |                            |                            |                            |                            |                            |  |  |  |  |  |  |  |  |  |  |  |  |  |  |